# Marguerite (Matisse)
Pour les articles homonymes, voir Marguerite.
Marguerite est un tableau réalisé par le peintre français Henri Matisse durant l'hiver 1906-1907. Cette huile sur toile est un portrait en buste de sa fille Marguerite, alors âgée de douze ans. Ses cheveux bruns rendus en vert foncé, la jeune fille y apparaît devant un fond ocre dans un haut bleu canard, un bandeau noir autour de son cou dissimulant la cicatrice de la trachéotomie qu'elle a subie durant son enfance. Propriété de Pablo Picasso depuis un échange de peintures avec Matisse survenu peu après la complétion de l'œuvre, celle-ci est aujourd'hui conservée au musée Picasso de Paris.